# Jakub Galvas
Jakub Galvas (* 15. června 1999 Ostrava) je profesionální český hokejový obránce hrající v klubu HC Oceláři Třinec v nejvyšší české soutěži.

## Hráčská kariéra
Jakub Galvas je talentovaným českým hokejovým obráncem, jenž se narodil do hokejové rodiny v Ostravě, kde začínal s hokejem ve 3 letech v tamních Vítkovicích a pokračoval v Karlových Varech. V dorostu nastupoval za Olomouc, ve které pokračoval až na krátké zapůjčení do Dukly Jihlava do juniorského věku, když už v 16 letech nastupoval pravidelně za "A" tým Olomouce v extralize. Ve všech věkových kategoriích také pravidelně nastupoval za mládežnické reprezentace. Úspěšně reprezentoval Česko na Světovém poháru do 17 let 2016, v témže roce vyhrál s reprezentací do 18 let Memoriál Ivana Hlinky, posléze hrál ve dvou utkáních na šampionátu 18letých 2017 a o rok později na šampionátu juniorů 2018. V roce 2017 byl draftován do NHL týmem Chicago Blackhawks, přesto však i v sezóně 2017/18 zůstal věrný Olomouci, kde se tak mohl setkat se svým otcem Lukášem, jenž přestoupil z Třince a vytvořil s ním první obrannou dvojici otce se synem v historii extraligy. Jeho strýcem je navíc bývalý extraligový obránce Opavy a Vítkovic David Galvas a o 6 let mladší bratr Tomáš hraje v mládežnických olomouckých výběrech. Od roku 2025 hraje za klub HC Oceláři Třinec.

## Ocenění a úspěchy
- 2019 ČHL – Nejproduktivnější junior

## Prvenství

### ČHL
- Debut – 13. září 2016 (HC Olomouc proti HC Dynamo Pardubice)
- První asistence – 5. února 2017 (HC Olomouc proti HC Škoda Plzeň)
- První gól – 15. února 2017 (HC Oceláři Třinec proti HC Olomouc, českému brankáři Šimonu Hrubcovi)

### NHL
- Debut – 11. ledna 2022 (Columbus Blue Jackets proti Chicago Blackhawks)

## Klubové statistiky
| Sezóna       | Klub               | Soutěž       |     | Základní část | Základní část | Základní část | Základní část | Základní část |   | Play off | Play off | Play off | Play off | Play off |
| Sezóna       | Klub               | Soutěž       | Z   | G             | A             | B             | TM            | Z             | G | A        | B        | TM       |          |          |
| 2015–16      | HC Olomouc         | ČHL-20       | 22  | 1             | 11            | 12            | 10            | —             | — | —        | —        | —        |          |          |
| 2016–17      | HC Olomouc         | ČHL-20       | 5   | 1             | 4             | 5             | 0             | —             | — | —        | —        | —        |          |          |
| 2016–17      | HC Olomouc         | ČHL          | 36  | 1             | 5             | 6             | 14            | —             | — | —        | —        | —        |          |          |
| 2016–17      | HC Dukla Jihlava   | 1.ČHL        | —   | —             | —             | —             | —             | 1             | 0 | 1        | 1        | 0        |          |          |
| 2017–18      | HC Olomouc         | ČHL          | 42  | 2             | 11            | 13            | 10            | 9             | 1 | 4        | 5        | 2        |          |          |
| 2018–19      | HC Olomouc         | ČHL          | 40  | 4             | 13            | 17            | 12            | 7             | 1 | 0        | 1        | 0        |          |          |
| 2019–20      | Mikkelin Jukurit   | SM-sarja-20  | 2   | 0             | 0             | 0             | 0             | 1             | 0 | 0        | 0        | 2        |          |          |
| 2019–20      | Mikkelin Jukurit   | Liiga        | 43  | 2             | 13            | 15            | 20            | —             | — | —        | —        | —        |          |          |
| 2020–21      | Mikkelin Jukurit   | Liiga        | 47  | 2             | 9             | 11            | 16            | —             | — | —        | —        | —        |          |          |
| 2021–22      | Rockford IceHogs   | AHL          | 59  | 2             | 18            | 20            | 14            | 4             | 0 | 0        | 0        | 0        |          |          |
| 2021–22      | Chicago Blackhawks | NHL          | 6   | 0             | 0             | 0             | 0             | —             | — | —        | —        | —        |          |          |
| 2022–23      | Rockford IceHogs   | AHL          | 64  | 3             | 26            | 29            | 22            | 5             | 0 | 3        | 3        | 0        |          |          |
| 2023–24      | Malmö Redhawks     | SHL          | 45  | 3             | 10            | 13            | 14            | —             | — | —        | —        | —        |          |          |
| 2024–25      | Malmö Redhawks     | SHL          | 45  | 7             | 15            | 22            | 12            | 8             | 1 | 2        | 3        | 2        |          |          |
| ČHL celkem   | ČHL celkem         | ČHL celkem   | 118 | 7             | 29            | 36            | 36            | 16            | 2 | 4        | 6        | 2        |          |          |
| Liiga celkem | Liiga celkem       | Liiga celkem | 90  | 4             | 22            | 26            | 36            | —             | — | —        | —        | —        |          |          |
| NHL celkem   | NHL celkem         | NHL celkem   | 6   | 0             | 0             | 0             | 0             | —             | — | —        | —        | —        |          |          |

## Reprezentace
| Rok                           | Tým                           | Soutěž                        | Z  | G | A | B | TM |
| ----------------------------- | ----------------------------- | ----------------------------- | -- | - | - | - | -- |
| 2016                          | Česko 18                      | MIH-18                        | 5  | 2 | 3 | 5 | 2  |
| 2017                          | Česko 18                      | MS-18                         | 2  | 0 | 1 | 1 | 0  |
| 2018                          | Česko 20                      | MSJ                           | 7  | 0 | 2 | 2 | 4  |
| 2019                          | Česko 20                      | MSJ                           | 5  | 0 | 1 | 1 | 2  |
| Juniorská reprezentace celkem | Juniorská reprezentace celkem | Juniorská reprezentace celkem | 19 | 2 | 7 | 9 | 8  |